# Territoires britanniques du Pacifique occidental
1877–1976
Entités précédentes :
- Salomon allemandes (1899 et 1919)
- Royaume des Tonga (1900)
- Nauru (1919)

Entités suivantes :
- Fidji
- Condominium des Nouvelles-Hébrides
- Îles Pitcairn
- Îles Cook
- Niue
- Nauru
- Tokelau
- Îles Phœnix
- Tonga
- Tuvalu
- Kiribati
- Îles Salomon

Les territoires britanniques du Pacifique occidental (en anglais British Western Pacific Territories) étaient le nom d'une entité coloniale britannique en place de 1877 et 1976 composée d'îles et d'archipels de l'océan Pacifique et dirigée par un haut-commissaire (High Commissioner) éventuellement représenté dans les îles par un commissaire délégué (Deputy Commissioner).
Les territoires étaient composés des Fidji, des Nouvelles-Hébrides (souveraineté partagée avec la France), des îles Pitcairn, des îles Cook, de Niue, de Nauru, des Union Islands, des îles Phœnix, Tonga, des îles Gilbert et Ellice et des îles Salomon.

## Histoire
Les territoires britanniques du Pacifique occidental sont créés en 1877 avec pour capitale Suva, aux Fidji. En 1952, la capitale est déménagée à Honiara (Îles Salomon).
Au fil des ans, des possessions britanniques dans le Pacifique y sont détachées pour constituer des entités distinctes (colonies, États associés ou pays indépendants) :
- 1900 : îles Cook ;
- 1901 : île Sauvage ;
- 1921 : Nauru ;
- 1926 : îles de l'Union ;
- 1939 : îles Phœnix ;
- 1952 : îles Pitcairn, Tonga ;
- 1970 : Fidji ;
- 1971 : îles Gilbert et Ellice, îles Salomon ;

De 1942 à 1945, le poste de haut-commissaire est suspendu pour cause d'occupation japonaise des îles Salomon, des îles Gilbert et des îles Phœnix.
Le 2 janvier 1976, l'entité coloniale est dissoute.

## Hauts-commissaires
À la création du territoire, la haut-commissaire est le gouverneur des Fidji. À partir du 3 juillet 1952, c'est le gouverneur des îles Salomon. 
- Arthur Hamilton-Gordon : 1877 – janvier 1880
- William Des Vœux : janvier 1880 – janvier 1887
- Charles Mitchell : janvier 1887 – février 1888
- John Thurston : février 1888 – 7 février 1897
- George O'Brien : mars 1897 – 1901
- William Allardyce : 1901 – 10 septembre 1902 (intérim)
- Henry Jackson : 10 septembre 1902 – 11 octobre 1904
- Everard im Thurn : 11 octobre 1904 – 21 février 1911
- Francis May : 21 février 1911 – 25 juillet 1912
- Bickham Sweet-Escott : 25 juillet 1912 – 10 octobre 1918
- Cecil Hunter-Rodwell : 10 octobre 1918 – 25 avril 1925
- Eyre Hutson : 25 avril 1925 – 22 novembre 1929
- Arthur Frederick Richards : 22 novembre 1929 – 16 septembre 1938
- Harry Charles Luke : 16 septembre 1938 – 1942
- Poste suspendu (occupation japonaise) : 1942 – 1945
- Alexander William George Herder Grantham : 1945 – 1946
- Brian Freeston : 20 janvier 1948 – 3 juillet 1952
- Robert Christopher Stafford Stanley : 3 juillet 1952 – 1955
- John Gutch : 1955 – 4 mars 1961
- David Trench : 4 mars 1961 – 16 juin 1964
- Robert Sidney Foster : 16 juin 1964 – 6 mars 1969
- Michael David Irving Gass : 6 mars 1969 – juillet 1971
- Poste vacant : juillet 1971 – 1973
- Donald Collin Cumyn Luddington : 1973 – 2 janvier 1976

## Source
- (en) World Statesmen - British Western Pacific Territories